# لوکاس اریکسون
لوکاس اریکسون (انگلیسی: Lucas Eriksson؛ زادهٔ ۱۰ آوریل ۱۹۹۶ ‏(۲۸ سال)) دوچرخه‌سوار اهل سوئد است.